# Katie Bell
Katie Bell je izmišljen lik iz serije fantazijskih romanov o Harryju Potterju britanske pisateljice J. K. Rowling.
Je eno leto starejša od Harryja in je njegova soigralka pri quidditchu od samega začetka, pa do šestega dela, ko je Harry tudi kapetan ekipe (v njo seveda uvrsti tudi Katie).